# أندي ماكدونالد
أندي ماكدونالد (بالإنجليزية: Andy Macdonald) هو متزلج لوحي أمريكي، ولد في 31 يوليو 1973 في ميلروز في الولايات المتحدة.

## وصلات خارجية
- الموقع الرسمي
- أندي ماكدونالد على موقع IMDb (الإنجليزية)
- أندي ماكدونالد على موقع قاعدة بيانات الفيلم (الإنجليزية)